# Stefano Bessoni
Stefano Bessoni, né à Rome le 14 septembre 1965, est un réalisateur, illustrateur et animateur de films d'animation en volume italien.

## Biographie et carrière
Stefano Bessoni est un réalisateur cinématographique, illustrateur et animateur qui travaille avec technique « Animation en volume » ou stop-motion. 
Sa formatioon dans le domaine artistique est guidée par le graveur napolitain Mario Scarpati, qui lui transmet les anciennes techniques chalcographiques et lui ouvre la porte du graphisme magique des pays de l‘Est, lui faisant découvrir des auteurs tels que Dusan Kallay, Roland Topor, Jiri Anderle, Félicien Rops, qui deviendront la base de son imaginaire visuel aux côtés d’artistes comme Dave McKean, Elizabeth McGrath, Mark Ryden et les représentants du Pop Surréalisme. 
Après avoir fréquenté pendant quelques années un cours de maîtrise en sciences biologiques, et développant un intérêt particulier pour la zoologie et l’anatomie, il s’est ensuite diplômé à l’Académie des Beaux-Arts de Rome. Malgré son éloignement de l’université, le monde de la science et plus particulièrement les débordements entre disciplines officielles et arts expressifs deviennent le noyau central de sa recherche poétique, associés aux contes de fées et à l’univers enfantin. 
Son univers expressif est étroitement lié à ses dessins et à ses illustrations. En effet, Bessoni considère que le cinéma est le moyen idéal pour exploiter le potentiel des idées capturées par le crayon sur le papier. Il considère Peter Greenaway comme sa référence principale, pour l’affinité des thèmes et pour la recherche inlassable de manipulation des images. Il admire également la dimension poétique du travail de Wim Wenders, avec une prédilection particulière pour Les Ailes du désir, qu’il considère comme l’un des très rares films où l’agilité calligraphique de la caméra peut être comparée à un accessoire de dessinateur. 
Depuis 1989, il réalise de nombreux films expérimentaux, installations vidéo théâtrales et documentaires, attirant l’attention de la critique et recevant de nombreux prix dans des festivals nationaux et internationaux. 
De 1990 à 1998, il a travaillé pour certaines sociétés de production télévisuelle en tant qu’opérateur, directeur de la photographie et monteur. De 1998 à 2001, il collabore avec le réalisateur Pupi Avati, en tant qu’assistant, scénariste et artiste d’effets numériques. 
En 1994, le Musée national des arts et traditions populaires de Rome publie son essai sur le travail qui s’articule autour de la création d’un personnage, intitulé Attraverso lo specchio (A travers le miroir). La publication comprend le scénario et les croquis de l’œuvre vidéo-théâtrale Grimm et le théâtre de la cruauté. En 1995, il a reçu le prix FEDIC « Claudio Pastori », dédié à l’ensemble des films réalisés, avec la motivation suivante : « Pour la cohérence de l’engagement, l’originalité de la recherche, la culture et la passion exprimées dans l’ensemble des œuvres créées et dans l’étude des rapports entre le cinéma, la peinture, l’histoire, les traditions et les croyances populaires ». En 1998, une exposition personnelle lui est consacrée dans le cadre du VideoFestival de Messine « L’Occhio del Ciclope », en 2009 au Reggio Emilia Film Festival et en 2011 au Fantafestival de Rome. 
Il a été professeur de réalisation cinématographique au NUCT de Cinecittà et à la Griffith Academy de Rome. Il a tenu et animé de nombreux ateliers, en Italie et à l’étranger, dans des écoles spécialisées et des festivals tels que : IED Rome (Rome), Ars in Fabula (Macerata), Giffoni Film Festival (Salerne), Future Film Festival (Bologne), Bologna Children’s Book Fair - Expopixel (Bologne), Théâtre Franco Parenti (Milan), Fantaspoa (Porto Alegre, Brésil), Oi Kabum (Salvador De Bahia, Brésil), Estacion Diseño (Grenade, Espagne). 
En 2015, à l’occasion du 150e anniversaire de la première édition d’Alice au pays des merveilles, le Musée Luzzati de Porta Siberia à Gênes lui a consacré une importante exposition, où toutes les illustrations originales d’Alice Sotto Terra (Alice sous la terre) et les croquis réalisés de 1989 à aujourd’hui sont comparés à la réinterprétation classique de Carroll faite par Emanuele Luzzati dans les années 1990.
Son intérêt pour « la dimension irréelle des contes de fées », la Wunderkammer et les ballades anciennes l’ont conduit à la création de plusieurs livres inspirés de cet univers (tous publiés par #logosedizioni) : des premiers ouvrages Homunculus et Wunderkammer (2011), aux réécritures dans la tonalité « macabre » de Pinocchio (2014) et Alice sotto terra (2012), à Mr Punch (2015) et I canti della forca (2013, dont est né le court métrage homonyme), en plus de la série de quatre volumes Le scienze inesatte (Les sciences inexactes). 
Il travaille actuellement comme enseignant à l’IED de Rome, au siège d’Alcamo, où depuis septembre 2018 il est devenu le coordinateur du cours « Illustration et animation ». 

## Prix (sélection)
- 2013 Canti della forca – Film reconnu d’intérêt culturel national par le Ministère du Patrimoine et des Activités Culturelles – Direction Générale Cinéma italien[5]
- 2012 Krokodyle – Meilleur film pour la jeunesse, catégorie 16-25 ans, et Mention spéciale du jury de qualité au Festival du Film de Vittorio Veneto, Festival international du cinéma pour la jeunesse[6].
- 2011 Krokodyle – Mention Spéciale Méliès d’Argent au Sitges, Festival Internacional de Cinema Fantàstic de Catalunya, Espagne[7] ; Meilleur film international au Puerto Rico Horror Fest, Porto Rico, États-Unis[8]
- 2009 Imago mortis – Film reconnu d’intérêt culturel national par le Ministère du Patrimoine et des Activités Culturelles italien et subvention pour la production du film[9].
- 2006 Frammenti di scienze inesatte – Premier Prix, section long métrage, au Fano International Film Festival ; Prix du Jury Jeunesse au festival Valdarno Cinema Fedic, San Giovanni Valdarno[10]
- 1996 Asterione – Médaille de bronze au festival Valdarno Cinema Fedic – Médaille de bronze à l’Unica World Festival, Almelo, Hollande[11]
- 1995 Grimm e il teatro della crudeltà – Médaille d’or au festival Valdarno Cinema Fedic – Médaille d’or, catégorie expérimentale, Festival Internazionale du Cinema de Salerne[12]

## Filmographie

### Longs métrages
- La via degli angeli, réalisation Pupi Avati (artiste dessinateur) (1999)
- I cavalieri che fecero l’impresa, réalisation Pupi Avati (artiste effets numériques, artiste storyboard) (2001)
- Frammenti di scienze inesatte (réalisateur, metteur en scène, producteur, costumier) (2005)
- Imago mortis (réalisateur, metteur en scène, artiste dessinateur) (2008)
- Krokodyle (réalisateur, metteur en scène, producteur) (2010)

### Courts métrages – Moyens métrages – Documentaires – travaux pour la Télévision
- Canti della Forca (réalisateur, metteur en scène, producteur) (2013)
- Kokocinski. Documentaire sur le peintre Alejandro Kokocinski (2002)
- Il catturatore (2000)
- Galgenlieder. Canti patibolari (1998)
- Pinocchio apocrifo. Storia di un burattino in dieci quadri (1997)
- Appunti di lavoro 97. Favole allo specchio e Pinocchio (1997)
- Asterione (1996)
- Grimm e il teatro della crudeltà (1995)
- Totentanz (1994)
- Gregor Samsa (1993)
- Tulp (1993)
- Il gatto con gli stivali (episodio pilota, 1992)
- Il principe delle ombre. Ritratto di Mario Scarpati (1992)
- La favola del bambino mai nato (1991)
- Favole (1991)
- Canti della forca (2013)

## Expositions
- 1998 exposition personnelle dans le cadre du VideoFestival “L’Occhio del Ciclope”, Messine
- 2006 Alice sottoterra e altre storie macabre. Notes et esquisses pour le film (1989–2006), Association Culturelle B5, Rome
- 2009 exposition personnelle au Festival du Film de Reggio Emilia
- 2011 exposition personnelle au Fantafestival, Rome
- 2012 Alice sotto terra, exposition des planches originales, Dorothy Circus Gallery (en collaboration avec #logosedizioni), Rome
- 2015–2016 Alice (à l’occation du 150e anniversaire de la publication d’Alice au Pays des Merveilles, avec les œuvres d’Emanuele Luzzati), Musée Luzzati, Gênes
- 2018 Alice sotto terra, exposition des planches originales, Mirabilia, Bologne

## Livres
- Homunculus, Modène : #logosedizioni (2011)
- Wunderkammer, Modène : #logosedizioni (2011)
- Alice Sotto Terra, Modène : #logosedizioni (2012)
- Canti della Forca, Modène : #logosedizioni (2013)
- Pinocchio, Modène : #logosedizioni (2014)
- Oz, Modène : #logosedizioni (2016)
- Stop-motion, La fabbrica delle meraviglie, Modène : #logosedizioni (2014)
- Mr Punch, Modène : #logosedizioni (2015)
- Workshop di stop-motion. Primo livello, Modène : #logosedizioni (2016)
- Workshop di stop-motion. Secondo livello – Il burattino, Modène : #logosedizioni (2016)
- Rachel, pour la série Le scienze inesatte, Modène : #logosedizioni (2017)
- Rebecca, pour la série Le scienze inesatte, Modène : #logosedizioni (2018)
- Giona, pour la série Le scienze inesatte, Modène : #logosedizioni (2018)
- SPOON – 27 giorni da bombo (écrit par Varla Del Rio), Rome : Bakemono Lab (2018)
- Theo, pour la série Le scienze inesatte, Modène : #logosedizioni (2019)
- Lombroso, Modène : #logosedizioni (2019)
- Darwin, Modène : #logosedizioni (2020)
- Memorie di un boia che amava i fiori (écrit par Nicola Lucci), Rome : Bakemono Lab (2020)
- Alice Sotto Terra. White Rabbit Edition, Modène : #logosedizioni (2021)
- Struwwelpeter. La vera storia di Pierino Porcospino, Modène : #logosedizioni (2022)